# Слойс
Слойс (на нидерландски: Sluis) е град и община в западна Зеландска Фландрия, в югозападната част на Нидерландия. Общината е създадена през 2003 г. при сливането на бившите общини Остбюрг и Слойс-Арденбюрг.
Бившият град Синт Ана тер Мойден, днес част от Слойс, е най-западната точка на Нидерландия.

## История
Слойс получава градски права през 1290 г. През 1340 г. в морето наблизо се води битката при Слойс.
Към 2001 г. Слойс има 2040 жители.
От 2006 г. ресторантът „Старият Слойс“ е отличен с три звезди в Червения пътеводител на Мишлен. Той е един от двата такива в цялата страна.

## Личности
- Якоб ван Ло (1614-1670) – художник
- Йохан Хендрик ван Дале (1828-1872) – учен